# Roland Brännström
Roland Johannes Brännström, född 8 februari 1930 i Bureå församling, Västerbottens län, död 24 januari 2019 i Skellefteå landsdistrikt, var en svensk verkmästare och politiker (socialdemokrat).
Brännström var ledamot av Sveriges riksdag 1969–1991, invald i Västerbottens läns valkrets.